# Jiménez, Coahuila
Jiménez là một đô thị thuộc bang Coahuila, México. Năm 2005, dân số của đô thị này là 9768 người.